# Erianthemum melanocarpum
Erianthemum melanocarpum är en tvåhjärtbladig växtart som först beskrevs av Simone Balle, och fick sitt nu gällande namn av D. Wiens & R.M. Polhill. Erianthemum melanocarpum ingår i släktet Erianthemum och familjen Loranthaceae. Inga underarter finns listade i Catalogue of Life.